# Aspergillus sepultus
Aspergillus sepultus är en svampart som beskrevs av Tuthill & M. Chr. 1986. Aspergillus sepultus ingår i släktet Aspergillus och familjen Trichocomaceae.   Inga underarter finns listade i Catalogue of Life.